# Agnona (azienda)
Agnona è un'azienda italiana nata come lanificio e produzione di tessuti, ora produttrice di abbigliamento di lusso e homewear. Fondata nel 1953 da Francesco Ilorini Mo, guidata poi dal figlio Alberto. Nel 1999 è stata acquisita dal Gruppo Zegna e successivamente, nel dicembre 2020, da Stefano Aimone.

## Storia
L’azienda viene fondata nel 1953 da Francesco Ilorini Mo a Borgosesia, Italia, e nasce come fornitrice di tessuti e filati per stilisti di moda in Italia e all’estero. I primi clienti di Agnona includono Balenciaga, Balmain, Cardin e Chanel. Alberto Ilorini, figlio di Francesco, subentra a capo dell'azienda e ne diventa presidente. Agnona viene acquisita da Ermenegildo Zegna nel 1999. Nel 2020 viene poi acquistata al 100% da Stefano Aimone, che diventa proprietario unico e direttore creativo.

## Tessuti
Dopo i primi anni di attività circoscritti in Europa, nel 1960 Agnona inizia a vendere i propri filati in Giappone e l'anno successivo si apre anche al mercato statunitense. Verso la fine degli anni '60, decide di ricercare nuove materie prime in paesi diversi dall'Italia e inizia così ad importare lane dal Sud America, dalla Cina, dall'Australia e dal Tibet. Acquisisce inoltre partecipazioni in diverse aziende straniere per assicurarsi la materia prima.
Agnona produce circa cinquemila diversi tipi di lana, tra cui cashmere, mohair, cammello, alpaca e vigogna. Nel 1997 le case di moda che si rivolgono ad Agnona includono Ralph Lauren, Calvin Klein, Chanel, Yves Saint Laurent, Gianni Versace, Jil Sander, Escada, Hugo Boss, Dior, Hermès, Valentino, Gianfranco Ferré, Joyce, Sanyo e Marc Jacobs. L’azienda è parte dell’International Vicuna Consortium, il consorzio internazionale per la salvaguardia e la distribuzione della vigogna, i cui membri detengono in esclusiva in diritti di vendita e commercializzazione di questa fibra.

## Abbigliamento
Agnona è strutturata in due divisioni: tessuti e abbigliamento. La divisione abbigliamento, di cui fa parte anche l’home wear, viene inaugurata negli anni 70 con collezioni prêt-à-porter, maglieria e casa. La linea accessori include sciarpe, cravatte e scialli, mentre per l'abbigliamento Agnona produce diversi capi, tra cui giacche, cappotti, gonne e abiti. Ai vertici di Agnona si sono succeduti nel tempo diversi manager, tra cui Roberto Jorio Fili, poi passato a Calvin Klein.
Verso la fine degli anni ‘90 Agnona viene distribuita presso la propria rete di negozi monomarca e presso centri commerciali, come Neiman Marcus, Bergdorf Goodman, Saks Fifth Avenue e Barneys New York negli Stati Uniti. In quegli anni la maison apre sia boutique di proprietà a Milano sia negozi in franchise a Osaka e Tokyo, a cui segue nel 1997 la prima apertura a New York City. Nel 1999 l'azienda viene acquisita da Ermenegildo Zegna che dà nuovo impulso ed espande la linea di maglieria.
Nel gennaio 2001 Mario Giraudi viene nominato amministratore delegato. In quell'anno le vendite di Agnona registrano un 50% nel comparto moda donna, un 25% nel comparto moda uomo e un 25% nella collezione casa, dati che inducono successivamente la maison a sospendere la linea uomo. Nel 2004 i capi Agnona vengono messi in vendita anche presso le boutique Zegna. In quegli anni direttore creativo è Daniela Cattaneo, mentre nel 2006 è Gunn Johansson a occuparsi, in qualità di designer, della linea donna. Apporti positivi giungono anche da parte di Domenico De Sole, presidente di Gucci, e di Tord von Dryssen, amministratore delegato di Agnona. Quell'anno i ricavi sono suddivisi per il 90% nella moda donna e per il 10% nella produzione di tessuti.
Dal 2012 al 2015 Stefano Pilati viene nominato direttore creativo del marchio ed espande la collezione di accessori con la creazione della linea Cara Bag. È del maggio 2014 la nomina ad amministratore delegato di Alessandra Carra.
Dal 2020 la direzione creativa passa a Stefano Aimone, formato come designer tra Milano, la Svizzera e Anversa. Aimone porta avanti l'offerta con le collezioni Donna, Uomo, Bambino e Casa. 

## Il nome
Agnona è il nome della frazione del comune di Borgosesia (VC) in cui sorse il primo stabilimento Agnona, attualmente abbandonato.